# 鹦鹉蚤
鹦鹉溞（学名：Daphnia psittacea）为溞科溞属的动物。分布于亚洲、欧洲、北美洲以及中国大陆的江苏、四川、河北、云南等地，属于广温性物种，常见于池塘、水坑等小型水域中。